# Antonio Perelli Minetti
Antonio Perelli Minetti (Barletta, 3 giugno 1882 – Bakersfield, 6 agosto 1976) è stato un imprenditore italiano.

## Storia
Antonio Perelli Minetti è stato uno dei pioneri italo-americani dell'industria vinicola negli Stati Uniti.
Nacque a Barletta nel 1882, suo padre, Giuseppe Perelli Minetti, originario di Premeno in Piemonte, si era stabilito nella città pugliese alla guida degli Stabilimenti Vinicoli Rakosi-Perelli di Barlettae si rese autore di numerosi studi sulla enologia pugliese.
Antonio studiò alla Scuola Enologica di Conegliano, e nel febbraio del 1902 si imbarcò dalla città francese di Havre per raggiungere gli Stati Uniti.
Arrivato in California, iniziò a lavorare per la colonia svizzera della famiglia Rossi. 
Negli anni '30 fondo la "Società Californiana della Vinicoltura" e si stabilì nella  Contea di Napa . 
Negli anni arrivò a detenere vigne per un totale di 330 ettari.
Morì a Bakersfield nel 1976, all'età di novantadue anni, e fu sepolto nel cimitero di Delano, in California.
L'università della California  ha creato una borsa di studio in suo onore.
Il contributo dato dagli italoamericani come Antonio Perelli Minetti alla cultura vinicola americana è stato solo di recente oggetto di studio in Italia.